# جلان هاريسون
جلان هاريسون (بالإنجليزية: Glen Harrison)‏ هو لاعب دوري الرغبي أسترالي، ولد في 16 مارس 1948.